# Partia Praw Człowieka
Partia Praw Człowieka, PPC – partia polityczna w Kambodży. Liderem partii jest Kem Sokha.
Ugrupowanie zostało założone 22 lipca 2007 roku przez Kema Sokha. W ostatnich wyborach parlamentarnych zdobyła 3 mandaty do Zgromadzenia Narodowego.